# 金町バイパス

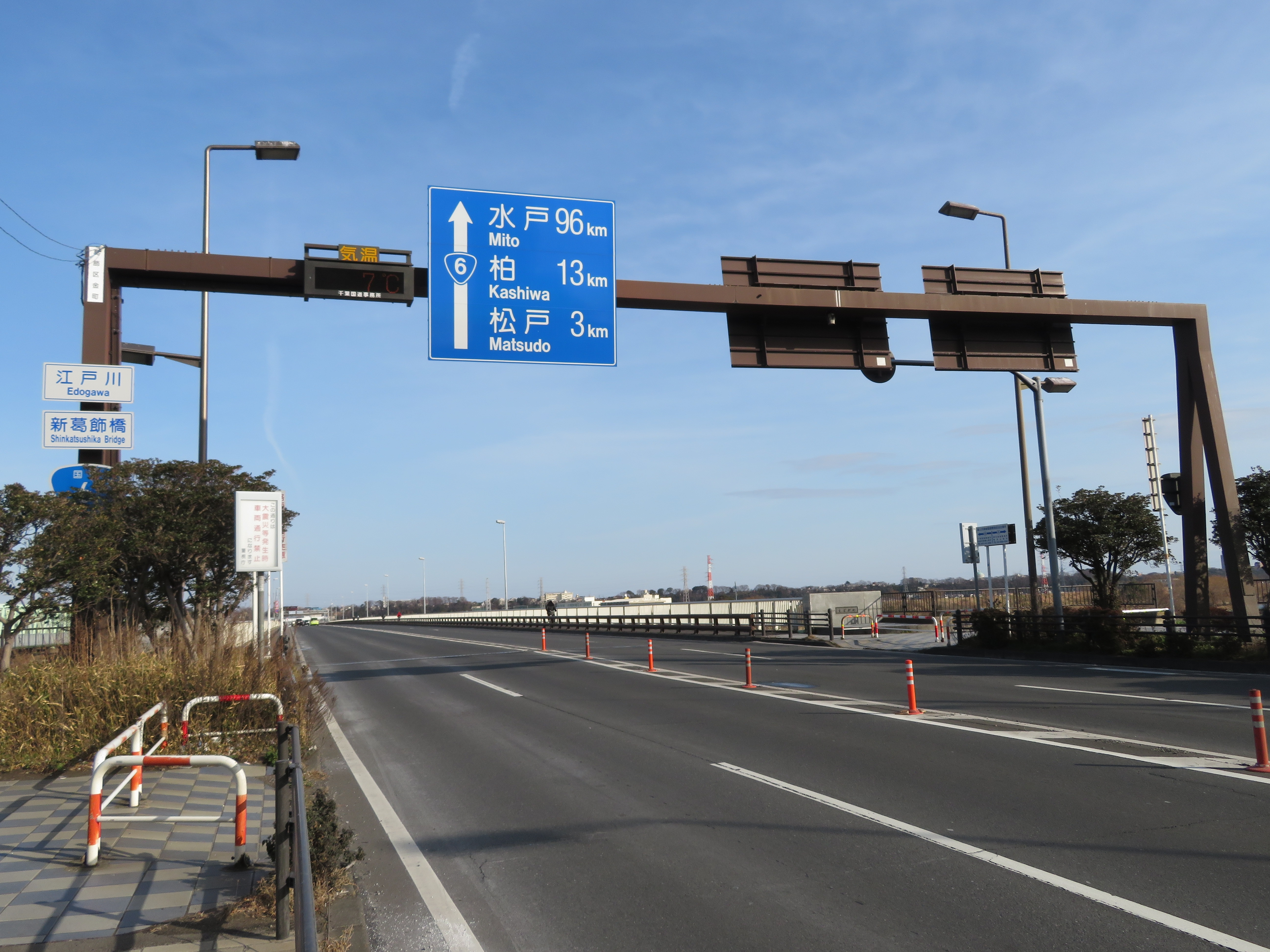
東京都葛飾区金町3丁目付近

金町バイパス（かなまちバイパス）は、東京都葛飾区金町から千葉県松戸市小山に至る国道6号のバイパス道路である。

## 概要
葛飾橋から松戸市内を通過する旧国道6号（水戸街道）を迂回する目的で建設された。4車線。

## 歴史
- 1965年（昭和40年）8月24日 - 開通[1]。

## 交差する道路
- 上側が起点側、下側が終点側。左側が上り側、右側が下り側。
- 交差する道路の特記がないものは区道。

| 交差する道路                              | 交差する道路                                     | 交差する場所 | 交差する場所   | 東京から (km) |
| ----------------------------------------- | ------------------------------------------------ | ------------ | -------------- | ------------- |
| 国道6号〈水戸街道〉東京・青戸方面         |                                                  |              |                |               |
| 都道501号王子金町市川線〈柴又街道〉       |                                                  | 東京都葛飾区 | 金町三丁目     | 13.4          |
| 都道501号王子金町市川線                   | -                                                | 東京都葛飾区 | 金町広小路     | 13.7          |
| 国道298号                                 | 国道298号                                        | 千葉県松戸市 | 外かん矢切入口 | 15.5          |
| 県道1号市川松戸線〈松戸街道〉             | 県道5号松戸野田線〈流山街道〉 県道54号松戸草加線 | 千葉県松戸市 | 松戸二中前     | 16.0          |
| 国道6号〈水戸街道〉（松戸バイパス）柏方面 |                                                  |              |                |               |

## 交通量
2005年度（平成17年度道路交通センサスより）
平日24時間交通量（台）
- 松戸市上矢切 : 49,845